# Агаджанлы
Агаджанлы (азерб. Ağacanlı) — село в Алятлинском административно-территориальном округе Аджикабульского района Азербайджана.

## Этимология
Название села происходит от рода Агаджанлы племени муганлы, переселившемся сюда из Ширвана.

## История
Входило в Карасуинский район Азербайджанской ССР. Позже район упразднен, село вошло в состав Али-Байрамлинского района, но в 1939 году село передано в состав Кази-Магомедского района.
4 декабря 1959 года Кази-Магомедский район ликвидирован, а село передано в состав Али-Байрамлинского района.
Согласно административному делению 1961 года село Агаджанлы входило в Калиновский сельсовет Али-Байрамлинского района Азербайджанской ССР. В 1963 году Али-Байрамлинский район упразднен, а Калиновский сельский совет передан в состав Сабирабадского района.
24 апреля 1990 года село передано в состав новообразованного Аджикабульского района.
В 1999 году в Азербайджане была проведена административная реформа и внутри Мейниманского административно-территориального округа был учрежден Агаджанлинский муниципалитет Аджикабульского района.
15 мая 2003 года из Мейниманского АТО выделен Алятлинский административно-территориальный округ, а муниципалитет переведен в его подчинение. В мае 2009 года Агаджанлинский муниципалитет упразднен, село вошло в состав Алятлинского.

## География
Агаджанлы расположен на берегу Куры.
Село находится в 6 км от центра АТО Алятли, в 17 км от райцентра Аджикабул и в 125 км от Баку. Ближайшая железнодорожная станция — Ширван-Пассажирский.
Село находится на высоте 21 метров ниже уровня моря.

## Население
| Численность населения | Численность населения | Численность населения |
| 1987                  | 1999                  | 2009                  |
| --------------------- | --------------------- | --------------------- |
| 240                   | ↗359                  | ↘245                  |

Население преимущественно занимается хлопководством и животноводством.

## Климат
В селе полупустынный климат.

## Инфраструктура
В советское время близ села располагалась молочно-товарная ферма.
В селе расположены полная средняя школа, медицинский пункт, фельдшерско-акушерский пункт, библиотека.